# 赤川温泉
赤川温泉（あかがわおんせん）は、大分県竹田市久住町（旧国豊後国）にある温泉である。

## 概要
久住山南麓の久住高原に位置する。
久住山中に自然に湧出する源泉を引いてきているが、温度が26～28℃とやや低めであるため、源泉のままの湯と適温に加熱した湯が用意されている。温泉は、硫黄分を多く含み白濁しており、青味のかかった美しい乳白色を呈している。硫黄泉としての評価が高く、湯の華や濃縮した濃縮温泉水が販売されている。
国民宿舎（久住高原荘）と旅館（赤川荘）とがあり、国民宿舎は国道442号沿いにある。赤川荘の露天風呂の目前には、落差約12mの雄飛の滝があり、滝を見ながら露天風呂に浸かることができる。この滝は、かつては僧侶や修験者が修行を行った滝で「行者滝」と呼ばれていたという。
この温泉を含む旧久住町内の温泉は久住高原温泉郷と総称されており、竹田市の他の地域の長湯温泉及び竹田・荻温泉とともに、竹田温泉群として国民保養温泉地に指定されている。

## 泉質
赤川荘
- 含二酸化炭素・硫黄 - カルシウム - 硫酸塩冷鉱泉
  - 泉色：青味がかった乳白色
  - 泉温：26℃
  - 源泉数：3
  - 湯量：400リットル/分
  - 飲用：可
  - 効能：アトピー、美肌、糖尿病など
  - PH：4.9

国民宿舎久住高原荘
- 石膏硫黄泉
  - 泉色：青味がかった乳白色
  - 泉温：28℃
  - 源泉数：1
  - 湯量：37.5リットル/分
  - 効能：神経痛、打ち身、冷え性など

※ 効能は万人に対してその効果を保証するものではない。

## 歴史
文治2年（1185年）に発見されたと伝えられる古湯である。古くは「くされ湯」と呼ばれた。この古名は、できもの（くされ）に効能があったことに由来すると言われる。

## アクセス
- 鉄道・バス：JR九州豊肥本線豊後竹田駅から大野竹田バス久住経由長湯温泉行きで約20分、久住支所前停留所下車、車で約10分（直通の久住高原荘行きもあるが土曜日1往復のみである）
- 車：大分自動車道九重ICから国道210号、県道40号、国道442号経由で約32km